# Račkova dolina
Račkova dolina je turisticky využívané údolí v
 liptovské části Západních Tater. Je dlouhá více než 5 kilometrů. Její počátek leží v nadmořské výšce 960 m n. m., kde zároveň s ní začíná i sousední Jamnická dolina. Tato dvě údolí rozděluje hřeben Otrhanců, s nejvyšším vrchem Jakubina (2 194 m n. m.). V prostřední části údolí do ní ústí její boční odnož, Gáborova dolina. Celým údolím protéká potok Račková a v nejnižší části údolí vyvěrá minerální pramen kyselky.

## Dolní část údolí
Dolní část údolí je porostlá smrkovým lesem, to kvůli své nízké nadmořské výšce – 960–1440 m n. m.) Z pravé strany ji ohraničuje jihozápadní rozsocha Ježová, která končí vrchem Kečka. Tuto část údolí tvoří lokality: Nižná lúka (960–1060 m n. m.), Pod dolom (1060 až 1220 m n. m.) a Prostredná (1220 až 1440 m n. m.), jejímž centrem je Prostedná poľana (1270 m n. m.) Dolní část údolí je ukončena rozcestím pod Klinem, kde od údolí odbočuje severovýchodním směrem již zmiňovaná Gáborova dolina.

## Horní část údolí
Horní část údolí se také nazývá Račkov zadok. Začíná rozcestím pod Klinem a končí Račkovým sedlem (1994 m n. m.). Tato část doliny je podstatně kratší než dolní, ale je strmější. V závěru doliny v kotli pod sedlem se nacházejí Račkove plesá (1697 m n. m.), jejichž počet závisí na množství vody v pohoří. Tuto část údolí ohraničují masivy Klinu a Jakubiné. Ve výši 1570 m n. m. se na potoce Račková nachází menší vodopád. Horní Račkovo údolí je porostlá kosodřevinou a trávou.

## Turistika
Celým údolím vede žlutá turistická značka č. 8621 od Nižné louky po Račkovo sedlo. Ze začátku doliny se dá snadno odbočit do Jamnícké doliny nebo na Otrhance. Na rozcestí pod Klinem odbočuje zelená značka do zmiňované Gáborovy doliny a v Račkově sedle je také možné odbočit buď na Hrubý vrch nebo na Klin.

## Přístup
- Po  značce z Úzké doliny, trvání 0:30 hodiny
- Po   značce z Bystré, trvání 1:35 hodiny
- Po  značce z Hrubého vrchu, trvání 1:10 hodiny